# 洛普希农村居民点
洛普希农村居民点（俄语：Лопушское сельское поселение）是俄罗斯联邦布良斯克州维戈尼奇区所属的一个农村居民点。其下辖有6个居民点，行政中心为洛普希。据2015年统计，该农村居民点的人口为1539人。